# Крепость Мык
Крепость Мык — археологический памятник в Узбекистане, состоит из трех объектов: двух разновременных замков Мык I (верхний замок), Мык II (нижний замок) и Мык III — производственно-жилой поселок.

## Исторический срез
Территория Джизакской области в средние века относилась к государству Уструшана, географическим центром, ядром которой являлись Шахристанская предгорная котловина и долина реки Заамин-су. Уструшана — раннее государственное образование, такое же, как Согд, Чач, Фергана и многие другие владения Мавераннахра, известные по письменным источникам эпохи средневековья. У этого государства имелась сложившаяся система территориально-административного деления, состоявшая, как предполагается, из восемнадцати сельских или городских округов, именуемых «рустаками».
Управление страной находилось в руках группы аристократов, на вершине иерархической лестницы стоял владетель Уструшаны, носивший титул «афшин» — «великий князь». Афшину принадлежала вся без исключения власть в стране, по древней традиции личность его, даже долгое время после укоренения ислама, обожествлялась. Столицей Уструшаны был город Бунджикат, руины которого обнаружены вблизи современного селения Шахристан в Таджикистане. Заамин являлся вторым по величине городом Уструшаны и, в отличие от столичного Бунджиката, был древнее и располагался непосредственно на континентальном торговом пути, известном под названием Великого и Шёлкового. Только начиная с X века усиливается значение дороги, ведущей через Дизак (современный Джизак), бывший третьим по значению городом страны. Климат горной части Зааминского района мягкий и благоприятный, способствующий богарному земледелию и отгонному скотоводству, чем и поныне с успехом занимаются жители окрестных селений. Уже во II тыс. до н. э. обильные пастбища Мальгузара активно осваивались скотоводческими племенами, к концу этого тысячелетия относится бронзовый топор-тесло, обнаруженный возле кишлака Дуоба.
В средневековье местное население проявляло себя не только в этих, традиционных видах хозяйственной деятельности, но занималось также добычей и выплавкой железа. Выработки и шлаковые поля обнаружены практически по всем основным составляющим Зааминсу — Уриклисаю и Еттыкечусаю, их истокам и притокам. Местные качественные и лишённые вредных примесей железные руды привлекли к себе внимание уже в середине I тыс. н. э., когда здесь появляются первые не сезонные, а стационарные поселения. Такие посёлки и могильники возле них известны на территории Зааминского заповедника, а также в кишлаках Кашкасу и Кизылмазар. Добыча и производство такого важнейшего для эпохи средневековья сырья как сталь и железо не могли происходить вне контроля верховной власти — власти афшинов Уструшаны. Именно это послужило основанием для сложения столь выдающегося экономического и политического центра — крепости Мык (Мыг, Муг).

## Расположение комплекса поселений Мык
Мык находится в 43 км к югу от города Заамин в долине, образованной за счет расширения ущелья боковыми притоками Еттыкечусая (Мыксая).
Весь комплекс, существовавший на протяжении 500 лет, состоит из двух разновременных замков, верхнего Мык I, нижнего Мык II и производственно-жилого посёлка Мык III. На левом, противоположном берегу Еттыкечусая имелись железные выработки, в одной из которых геологи в 50-е годы нашли золотую монету хорезмшаха Мухаммада б. Текеша (1200—1220 гг.). Севернее выработок до середины 30-х годов XX века существовало селение Мык, в котором также встречаются фрагменты средневековой керамики и железистые шлаки.

## Описание, интерьеры, план замка Мык I
Мык I представляется развалинами замка VII — начала VIII веков, расположенного на вершине естественного скалистого утёса на высоте 80 м над уровнем долины. Сооружение искусно привязано к рельефу, что позволило создать мощный опорный пункт, контролировавший всю окрестную территорию.
Стены замка сложены из пахсовых блоков, надстроенных кладкой прямоугольного кирпича-сырца.
В плане он имеет форму треугольника со стороной около 25 м, вершины «треугольника» оформлены башнями (А, Б, В). Сохранились остатки ещё одной башни (Г), вынесенной на 20 м к востоку по одной линии с башнями Б и В. Функцию башни на южной вершине «треугольника» выполняло здание А — «донжон» (жилая башня). Сооружение в плане прямоугольной формы размером 11×8 м, сохранилось в высоту на 4 м, изначально было двухэтажным.
«Донжон» состоит из трёх сообщающихся узких помещений казарменного типа, искусно пристроен к «треугольнику» замка. В северо-восточной части имеется проход, оформленный аркой, выложенной из сырцовых кирпичей. Основу архитектурной композиции замка составляли два главных помещения — парадный зал и культовая комната, объединённые общим коридором.
Главный, парадный зал (помещение 1) занимает южную вершину «треугольника» замка.
Вдоль всех стен помещения устроены суфы. Центральное, почётное место выделено выступом-эстрадой, по обеим сторонам которой когда-то возвышались деревянные колонны. Стены были украшены росписью, в завале помещения имеется множество фрагментов штукатурки со следами краски красного, синего, чёрного и жёлтого цветов. Следы красочного слоя отмечаются на всех стенах. На юго-восточной стене расчищена часть бордюра в виде двух рядов сомкнутых вершинами чёрных треугольников на белом фоне. Соседнее, культово-ритуальное помещение 2 по своему устройству повторяет в миниатюре помещение 1, отличаясь от него наличием алтарной ниши, где постоянно горел священный огонь. Помещение изолировано сырцовыми перегородками, образующими входной тамбур. Между одной из перегородок и суфой устроен алтарь, по сторонам которого высятся сырцовые базы колонн.
Базы колонн трёхчастные: на основании в виде усечённой пирамиды покоится круглая средняя часть, верхняя напоминает усеченный конус со скругленным основанием. Внутри базы имеется отверстие для установки самой колонны, скорее всего, деревянной.
Закраины алтарной ниши были украшены фигурным налепным валиком из сырой глины. Изнутри алтарь прокалился докрасна, как и участок пола перед ним, где расчищен зольник, включавший в себя кости птиц и животных.
Планировка помещений 1 и 2 совпадает: в оформлении суфами, устройстве и расположении проходов, но парадное помещение 1 менее изолировано в отличие от скромного и замкнутого помещения 2. В последнем не обнаружено никаких признаков росписи, стены его были просто побелены. Входы в оба помещения, ведущие из коридора (помещения 3), устроены совершенно одинаково: в боковых стенах имеются следы деревянных пробок для крепления дверной коробки, в пол вмонтирована балка-порог, под которую обязательно укладывались птичьи кости. Коридорное помещение 3 в плане имеет форму вытянутого прямоугольника. Подобная конфигурация позволяла объединять помещения 1 и 2 и сообщать их с остальными частями замка. Для этого в северо-западной стене помещения 3 устроен проход, также со следами деревянной коробки и захоронением птичьих костей под порогом. Вдоль северо-восточной и юго-восточной стен устроены суфы. Стены помещения 3 сохранились в высоту до 2,5 м и местами покрыты двумя слоями штукатурки. Самый верхний был побелен и расписан. Остатки красочного слоя зафиксированы на двух стенах, на одной из которых расчищен фрагмент бордюра — двухцветные чёрно-красные треугольники, обращённые вершинами вверх. В завале встречается множество фрагментов штукатурки с однотонной росписью густой тёмно-красной краской поверх побелки. Вся эта часть замка отделена от помещения дворового типа 5, которое, вероятнее всего, было многофункциональным. Оно, с одной стороны, снабжено суфами с выделенным почётным местом, а с другой, — объединяет башни Б и В и непосредственно сообщается с помещениями 4 и 6. Последние являлись хранилищами и караульными помещениями казарменного типа.

## Производственный поселок Мык III
У северного подножия горы, на которой возвышается замок, практически в одно с ним время — на рубеже VI—VII веков, возникает производственный посёлок — Мык III. Тогда здесь стояли металлургические горны, археологические слои глубиной до 3 м насыщены огромным количеством железных шлаков, окалины, обломков огнеупорных стенок печей. Из-за насыщенности грунта окислами железа трава, растущая здесь, приобрела густой тёмно-коричневый цвет, чётко выделяясь на окружающем зелёном фоне и обозначая, тем самым, границы средневекового поселения. Подойти к посёлку и замку тогда было непросто: с южного направления вели только две довольно сложные вьючные тропы, а северное направление, единственную дорогу в Мыкскую долину блокировала дозорно-сторожевая башня. Она находится в 7 км севернее замка, в месте впадения Йулсая в Еттыкечусай, на вершине естественного отрога высотой 50 м, перегораживающего ущелье. Башня представляла собой двухэтажное прямоугольное в плане сооружение размером 8×6 м. Для строительства применялся крупноформатный необработанный камень. Башня внутри состоит из двух квадратных помещений, соединённых проходом.
В углу западного помещения устроен тандыр, рядом с ним очаг. Перекрытия были плоскими, деревянными, их обугленные части лежали в завале на полах помещений. Башня синхронно верхнему замку, прекратила своё существование, как и Мык I, в начале VIII века. В наши дни от сооружения, по сути, остался только фундамент.

## Причины разрушения замка Мык I
В 714 году, во время первого вторжения арабов в Уструшану под предводительством Кутейбы б. Муслима замок Мык I и его северный блокпост (башня на Йулсае) были полностью разграблены, сожжены и практически до основания разрушены. Те руины, которые мы видим сегодня, представляют лишь малую часть того, чем замок Мык I изначально являлся, осталась не более чем одна треть прежней площади. Завоевание, разрушение, пожар и время сделали своё дело. После трагических событий начала VIII века замок Мык I не обживался, перекрытия его рухнули, обнажив стены, о чём безмолвно говорят грязные дождевые потёки поверх штукатурки с остатками росписи. В VIII веке неизвестный посетитель нацарапал на стене помещения 3 изображения горных коз. Другой посетитель вырубил аккуратную яму в одном из помещений «донжона» и, поминая предков, уложил туда вверх дном высокую чащу с отверстием в донце. Вероятно, это приходили жители посёлка Мык III, вскоре после погрома продолжившие добывать и перерабатывать железную руду. Они довольно быстро восстановили свои жилища и вновь запустили производственный процесс. Вероятно, в условиях политической дестабилизации VIII века спрос на железо и сталь был особенно высок.

## История замка Мык II
В 738 году в Уструшане, как и во многих других владениях Среднеазиатского междуречья, происходит смена правящей династии. К власти приходит владетель рустака Минк, известного своими железорудными промыслами — современного Зааминского горного массива. В своей «Истории пророков и царей» ат-Табари уделяет немало внимания завоеванию Уструшаны, а также крайне интересным событиям, последовавшим вслед за этим. В 822 году, когда царём (афшином) был Кавус, в Уструшану было отправлено сильное войско во главе с Ахмадом ибн Абу-Халидом. Воспользовавшись раздором в семье Кавуса, арабы подчинили Уструшану. Кавус и его сыновья уехали в Багдад и приняли ислам. Один из сыновей Кавуса — Хайдар — поступил на службу к халифу ал-Ма’муну, со временем прославился и стал известен под именем ал-Афшин. Его первым серьёзным выступлением в качестве военачальника был поход в 831 году, когда он подавил восстание Адуса ал-Фахри в Египте и Магрибе. Особенно отличился Хайдар ибн Кавус при халифе ал-Му’тасиме (833—842 гг.), который 3 июня 835 года назначил его правителем провинции Джибали главнокомандующим войсками халифата в войне против хурремитов во главе с Бабеком. Используя, несомненно, близкие ему приёмы ведения войны в горной местности, ал-Афшин в короткий срок с 3 июня 835 года по 15 сентября 837 год завершил дело абсолютной победой, для достижения которой до него предпринимались неоднократные попытки в течение многих лет. После победы над Бабеком, в 838 году во главе 30-тысячной армии Хайдар ибн Кавус, следуя в авангарде войск халифа, напал на главные силы византийской армии под командованием императора Феофила, разбил их и обратил в бегство. С его же участием 22 июля 838 года был взят город Амориум. С этого времени Хайдар б. Кавус — фаворит ал-Му’тасима и возносится на вершину славы, занимая пост наместника халифа в Синде, Армении и Азербайджане. С именем Хайдара б. Кавуса связывается восстановление центра родового владения в рустаке Минк — замка Афшина (Каср ал-Афшин). Из письменных источников X века мы знаем о сражении Кутейбы б. Муслима в Минке и отстроенной там из-за здорового климата крепости, названной по имени Афшина Великого, спутника Му’тасима.
Из расположенных в Минке селений Дженкакети Суйдак происходил родом основатель азербайджанской династии Саджидов Абу-Садж Давдад б. Давдаст. Особое внимание в источниках отводится производству железа: в Минке изготавливалось железное оружие, которое находилось во всеобщем употреблении в Хорасане и которым вооружались до Багдада и Ирака. Относительно рядом находился город Марсманда, где один раз в начале каждого месяца происходила ярмарка, которую посещали жители отдалённых мест. Анонимный автор «Худуд ал-Алам» помещает Марсманду «возле» Джизака, и ярмарка здесь была не раз в месяц, а один раз в год, но с громадным торговым оборотом более 100 000 динаров. Благодаря сочинению ал-Идриси, законченному к 1154 году, мы знаем, что от Марсманды до Нуджикета — два дня пути, а от Марсманды до Минка — большой переход. Это значит, что Марсманда находилась вверховьях реки Сангзар, поскольку город Нуджикет сохранил своё название до сих пор — это современное селение Нушкент в Бахмальском районе. Таким образом, отождествление центра рустака Минк — крепости Афшина с замком Мык основывается не на обманчивом созвучии Минк — Мык, а на непредвзятой информации письменных источников и всей сумме археологических признаков. По археологическим данным, восстановление замка в Мыкской долине относится к началу IX века, с учётом данных из «Истории пророков и царей» ат-Табари — к периоду между 835—840 годами.
Приблизительно в это время возводится каменный замок Мык II, построенный, в отличие от прежнего, в иной манере и по иному плану. Он стоит на той же горе, в 50 м ниже первого, прямо над посёлком Мык III.

## План, материалы, интерьеры и архитектура замка Мык II
Замок Мык II в плане имеет форму квадрат (30x27 м), ориентированного углами по странам света. Внешние стены, сохранившиеся на высоту 8 м, сложены из диабазового и известнякового плитняка, который подгонялся под прямоугольный формат и укладывался на глиняном растворе. В стенах в качестве арматуры применялись арчёвые балки диаметром 10-15 см. Мык II пристроен к утёсу с запада, нивелируя естественный склон высоко поднятыми западной и юго-западной стенами. Отчасти для снятия нагрузки северо-западный фас замка снабжён круглой в плане башней (диаметр основания 2,8 м). У западного угла Мык II сохранилось сложенное из камня основание башни (т. н. «барбакан») диаметром до 3 м и высотой 1,7 м. Башня вынесена за пределы замка, не будучи связана с его стенами, что позволяло осуществлять фланговый обстрел вдоль юго- западной и северо-западной стен замка, ликвидируя мёртвое пространство перед ними. Ещё одна башня расположена посередине юго-восточной стена замка, образуя квадратный в плане выступ размером 5×4 м. Вероятно, только благодаря башням сохранились юго-восточная и северо-западная стены.
Северо-восточная стена Мык II полностью разрушена, лишь местами можно проследить остатки каменной кладки. Таким образом, тщательно сложенные внешние стены Мык II облицовывают скальные выходы, составляя фундамент сооружения. Пустоты и уклоны верхней площадки выравнивались за счёт щебневой подсыпки, поверх которой накатывались полы и возводились внутренние стены. Строительный материал для внутренних замковых построек различный: в основном, это прямоугольный кирпич (50-52x26-27x11-13 см), а также небольшие камни с глиной. Центром архитектурной композиции замка является свободное крестовидное в плане пространство, условно обозначенное как «двор». В действительности двор замка Мык II — это центральный зал, стены которого были богато украшены резными деревянными панелями, а суфы застелены коврами.
По сторонам его располагались остальные тринадцать помещений верхнего этажа, некоторые из них имели подсобно-хозяйственное назначение. В помещении 11 была кухня, помещение 6 — кладовая, помещение 9 предназначалось для умывания. Стражники располагались прямо в башнях. В западном углу замка имеются два сообщающихся помещения полуподвального типа (2 и 3), образованные за счёт искусного использования рельефа. В одном из них имеется окно, напротив — лаз, по которому можно было подняться на второй этаж. Для замка Мык II крест — основа композиции, отличительным признаком которой является то, что помещения, лежащие на его осях (вершинах креста), открыты к центру. В Хорасане данный мотив архитектурной композиции зарождается в конце VIII века и широко распространяется на Ближнем Востоке в начале IX века, становясь особенно популярным при возведении города Самарры — новой столицы Халифата.
В отличие от хорасанских зданий в архитектуре Мык II совершенно не применялись арочные и сводчатые перекрытия, что, вероятно, объясняется изобилием строительного леса. Главная особенность замка Мык II — возведение стен из камня-плитняка с использованием деревянной арматуры. Подобный приём заставляет обратиться к памятникам Закавказья, где уже в III—II векам до н. э. возводились стены из камня на глиняном растворе, армированные брёвнами, уложенными в толще стен вдоль и поперёк кладки, в точности как в замке Мык II. Можно полагать, что для строительства нижнего замка привлекались мастера из Закавказья, для которых привычны были и подобный строительный приём, и техника каменной кладки. В этой связи стоит напомнить, что Афшин воевал с Бабеком и возводил сложнейшие фортификационные сооружения именно в Закавказье, на территории современного Иранского Азербайджана. Само по себе применение камня в строительстве сооружений в горных районах — не редкость, традиция эта в Средней Азии сложилась ещё на рубеже нашей эры. Однако ни одно из известных в Средней Азии каменных сооружений не может сравниться с Мыком ни по обработке и тщательной подгонке камня, ни по качеству кладки в целом.

## Археологические находки комплекса
Замок Мык II неоднократно подвергался ремонтам, в конце своей жизни дважды был захвачен и сожжён. В начале XI века, между 1028 и 1035 годами, при осаде замка пожар достиг такой силы, что огонь прокалил все полы и стены замка докрасна. Охваченные огнём перекрытия рухнули вниз, благодаря чему на полах помещений замка Мык II осталось лежать много интересных вещей. Прежде всего, это масса керамической посуды трёх видов: глазурованная; керамика без глазури, но изготовленная на гончарном круге; лепная расписная посуда. Последняя группа самая многочисленная и составляет около 70 % общего количества. Роспись наносилась красками красного, красно-коричневого и коричневого цветов по светлому ангобу или прямо по черепку. Второй по численности является коллекция изделий из железа и стали, подобной которой никогда не было найдено ни на одном археологическом памятнике Средней Азии. Всего было найдено 83 изделия из железа: отдельные предметы вооружения, кузнечные и деревообделочные инструменты, сельскохозяйственные орудия труда, весы-безмен, замечательный по качеству изготовления пружинный замок и ключ от него, всевозможные скобы, накладки, дверные пробои и, наконец, товарный полуфабрикат железа в виде бруска с ушком для подвешивания.
На полу башни (помещение 15) найден серебряный браслет массой 74 грамм. Он изготовлен из четырёх свитых в жгут полос металла. Концы браслета оформлены в виде стилизованных голов баранов.
Коллекция изделий из бронзы и меди насчитывает 21 предмет: пуговица, пряжка, нашивки, украшения и утварь. Среди них обращает на себя внимание плоская тарелка высотой 2,6 см с широким отогнутым венчиком диаметром 22,9 см. Широкая горизонтальная площадка венчика орнаментирована арабской надписью. Она выполнена почерком «куфи» и содержит повторяющуюся семь раз фразу «Власть Аллаху», то есть отрицается какая бы, то ни было власть, кроме божественной.
Работа достаточно уверенная, хота в одном месте добавлена лишняя буква, так как мастер при нанесении надписи не совсем точно рассчитал пространство. Подобные мыкской находке предметы с надписью — явление крайне редкое, тем более, когда они происходят из хорошо датированных комплексов. Интересен ударный музыкальный инструмент — цимбалы, состоящие из шести пар бронзовых или латунных дисков различного диаметра и, соответственно, звучания, нанизанных на коленчатый железный стержень с деревянными муфтами между каждой парой.
Рядом на полу лежал второй музыкальный инструмент — флейта с внутренним вкладышем-пищиком. Изготовлена из кости аиста, длина её 27 см. В замке найден уникальный комплект чёток, 18 бусин сделаны из слоновой кости на токарном станке. По форме и орнаменту ни одна из них не похожа на другую. На некоторых заметны следы чёрной и красной краски. На Мык II были обнаружены 6 сосудиков из стекла, предназначенных для хранения парфюмерных и аптекарских веществ.
В одном флаконе сохранились остатки помады или румян ярко-красного цвета, рядом лежал шарик, скатанный из жирного тонкодисперсного вещества, светло-красного цвета в изломе, мажущийся и сохранивший слабый аромат. Наибольший интерес представляет стеклянная чернильница. Её цилиндрический резервуар имеет загнутую внутрь сужающуюся закраину, чтобы предотвратить выливание чернил при опрокидывании (тип школьной «невыливашки»). Диаметр горловины 3,2 см, донца — 5 см, высота 7,2 см. Обычно такая чернильница вставлялась в керамический или деревянный футляр, предохранявший её от повреждений.
Судя по разнообразию и уникальности многих найденных в нижнем замке вещей, понятно, что владелец его был весьма состоятельным человеком. О том же свидетельствует спрятанный в межэтажном перекрытии помещения 3 крупный клад посеребренных монет. Он был уложен в расписной двуручный сосуд с носиком и состоял из «чёрных» дирхамов трёх типов (т. н. подражания «бухархудатским» монетам). Со временем перекрытия рухнули, сосуд раскололся, и многие монеты раскатились по всему помещению или провалились в пустоты под рухнувшим перекрытием. Но основная часть клада была завернута в льняную полотняную ткань и осталась на прежнем месте. Всего удалось собрать около 1300 монет, но, надо думать, размеры клада были значительно больше. Несомненно, что богатство своё владелец замка приобрёл, благодаря добыче и переработке железа, осуществлявшейся по всей округе Мыка и, особенно, на поселении Мык III.
Жизнь в посёлке не прерывалась даже в то смутное время, когда верхний замок уже был разрушен, а новый ещё не построен. В течение многих веков поселение специализировалось на добыче и переработке железных руд с полным циклом производства — от выемки руды до изготовления предметов из чёрного металла. Ничего подобного по объёмам на территории Уструшаны до сих пор не выявлено, тем более что ограниченная ориентация на один вид полезного ископаемого присуща, скорее, добыче драгоценных металлов. Ближе к середине XI века наступает кризис горно-металлургической промышленности, вызванный бесчисленными междоусобными войнами между удельными караханидскими правителями. Не миновали они, разумеется, и отдалённый Мык.
Брошенная на полу замка Мык II и посёлка Мык III посуда, следы пожарища, охватившего почти всё поселение, оставленная дорогая утварь и украшения, инструменты и рядом — мелкие человеческие кости наглядно отображают масштабы и характер случившегося здесь. Не был вывезен отсюда и тщательно упрятанный клад монет, представлявший собой в те времена целое состояние. Разгром поселения Мык произошел не ранее 1028 года, что ясно по находке на полу помещения 6 двух однотипных фельсов 419/1028 года, чеканенных в Уструшане от имени Муин ад-Даулы. На Мык III в напольном слое обнаружен ещё один фельс, битый в Ходженте, с именем владетеля Самарканда Али ибн аль-Хасана (423—426/1027-1034 гг.). Вероятно, захват Мыка был осуществлен при движении Али Тегина против восточных родичей в 30-е годы XI столетия. Факт чеканки его фельса в Ходженте свидетельствует об успехе экспансии Али ибн аль-Хасана на восток. Мык, таким образом, должен был войти в состав его владений. Во второй половине XI века жизнь на поселении возродилась, но уже далеко не в том виде, как прежде. На участке Мык III фиксируются признаки жизни в слое, перекрывающем остатки прежних архитектурных сооружений, но ничего нового построено не было. Аналогичная ситуация отмечается и в замке, где большинство стен перекрыто уровнем с керамикой конца XI — начала XII веков.
Таким образом, к середине XII века Мык II представлял собой обычную площадку, на которой, впрочем, могли стоять какие-либо не дошедшие до нас сооружения. Из помещений предыдущего периода использовались только те, которые обращены в сторону посёлка. В одном из них (помещении 10) был установлен кузнечный горн. В нём остались лежать серп и лемех, положенные туда для ремонта. Видимо, вражеский набег середины XII века был таким стремительным, что мастер не успел даже их вынуть, что почти невероятно при высокой цене на железо в Средней Азии вообще и на орудия труда — в особенности.

## Причины разрушения замка Мык II и судьба его владельца
Окончательное и столь внезапное запустение поселения в середине XII века объясняется вторжением карахитаев в Мавераннахр. Относительно недалеко от Мыка произошла знаменитая битва между сборным войском под предводительством султана Санджара и полчищами карахитаев. Это сражение состоялось 9 сентября 1141 году в Уструшане, в степи Катаван и закончилось полным разгромом армии Санджара. Более поздних материалов на самом Мыке нет. А золотая монета начала XIII века, обнаруженная геологами в древней выработке, могла быть принесена сюда убежавшими от монголов жителями того же Заамина. По странному стечению обстоятельств, замок Мык ровно через 300 лет со дня основания повторил судьбу своего создателя — Афшина Хайдара ибн Кавуса. Афшин был отстранён от командования личной гвардией халифа ал-Му’тасима в 839/40 г., а 7 сентября 840 года по его приказу арестован. По словам ат-Табари, причин тому было несколько. Огромные богатства, полученные или захваченные Афшином в Азербайджане и Армении, он тайно переправлял с доверенными людьми в Уструшану. Недруг его Абдаллах ибн Тахир донёс об этом халифу, и тот приказал расследовать это дело. Вскоре Абдаллах ибн Тахир перехватил в Нишабуре группу посланцев Афшина и при обыске нашли зашитые в пояса деньги — более 1000 динаров. На вопрос, откуда у них такая огромная сумма, те ответили, что это деньги Афшина. Абдаллах раздал захваченные деньги своим войскам и сообщил об этом халифу и Афшину. Позже, по запросу Афшина, посланцы были отпущены и ушли в Уструшану. В столь сложной ситуации, видя растущую неприязнь Му’тасима, Афшин решил бежать из Халифата. В своём дворце он изготовил кожаные меха для плотов, с помощью которых собирался переправляться через реки и по морю. Афшин хотел бежать в Мосул, пересечь на плотах реку Заб, добраться до Азербайджана, а оттуда по морю к хазарам. Этот план исполнить не удалось, и тогда Афшин решил пригласить халифа и военачальников к себе на пир и, отравив их, совершить побег. Из страны хазар он окружным путем, через страну тюрков, намеревался добраться до Уструшаны. Соратник Афшина выдал его намерения халифу, и тот приказал заточить его в резиденции Джавсак, в тюрьме, которая с тех пор стала именоваться «тюрьмой Афшина». Афшин был обвинён в измене халифату и исламу, суд над ним состоялся во дворце халифа, присутствовали только высшие военные и гражданские чины. Когда допрос был окончен и Абу Ду’ад приказал Буге ал-Кабиру взять Афшина под стражу. Однако халиф боялся казнить Афшина, несмотря на доказанность предъявленных ему на суде обвинений в измене и заговоре. Афшин пользовался большим авторитетом среди армии и, кроме того, у него было много сторонников, как в столице, так и на окраинах Халифата. Халиф приказал выдавать Афшину только один хлеб в день, отчего тот вскоре умер от голода. После смерти Афшина в мае-июне 841 года его тело было перенесено в дом Итаха, а затем распято. После этого тело сожгли, а пепел выбросили в реку Тигр.
Так в истории Уструшаны, да и всего Востока сплелись незаурядная судьба Афшина Хайдара, сына Кавуса и железо, соединившись в точке под названием крепость Афшина в рустаке Минк — крепости Мык.